# SOCCA Copa América
SOCCA Copa América je turnaj v malém fotbale, který je určen pro země Jižní Ameriky, koná se od roku 2024 a pořádá ho International Socca Federation (SOCCA). Na prvním ročníku v mexickém městě Cancún v únoru 2024 zvítězili reprezentanti Mexika.

## Turnaje
| Rok  | Hostitel                  | Finále | Finále | Finále             | Zápas o     | Zápas o | Zápas o      |
| Rok  | Hostitel                  | Vítěz  | Skóre  | Poražený finalista | Třetí místo | Skóre   | Čtvrté místo |
| ---- | ------------------------- | ------ | ------ | ------------------ | ----------- | ------- | ------------ |
| 2024 | Mexiko (Cancún)           | Mexiko | 2 – 0  | Maďarsko           | Chile       | 2 – 1   | Belgie       |
| 2025 | Brazílie (Rio de Janeiro) |        |        |                    |             |         |              |

## Medailový stav podle zemí do roku 2024 (včetně)
| Pořadí | Země     | Zlato | Stříbro | Bronz | Celkem |
| 1.     | Mexiko   | 1     | 0       | 0     | 1      |
| 2.     | Maďarsko | 0     | 1       | 0     | 1      |
| 3.     | Chile    | 0     | 0       | 1     | 1      |